# 後藤均
後藤 均（ごとう ひとし、1958年1月6日 - 2020年11月13日）は日本の小説家、推理作家。東京都生まれ。1980年、慶應義塾大学経済学部卒業。1986年、シカゴ大学経営大学院修了。2002年、『写本室の迷宮』（スクリプトリウムのめいきゅう）で東京創元社主催の第12回鮎川哲也賞を受賞しデビューした。

## 作品リスト
- 写本室の迷宮 （東京創元社、2002年10月、ISBN 978-4-488-02374-4／創元推理文庫、2005年3月、ISBN 978-4-488-45001-4）
- グーテンベルクの黄昏 （創元クライム・クラブ、東京創元社、2005年11月）ISBN 978-4-488-01206-9
- ゴルディオンの結び目 （東京創元社、2009年6月）ISBN 978-4-488-02445-1
- 世界でふつうに働くために英語力より大切な39のこと（日本能率協会マネジメントセンター、2014年9月）ISBN 978-4-8207-1910-6
- 写本室の迷宮（The Labyrinth of the Scriptorium (English Edition））（Veronica Lane Books、2015年3月）ISBN 978-0-9910083-6-0
- グーテンベルクの黄昏 （Twilight of Gutenberg (English Edition））（Veronica Lane Books、2018年8月）ISBN 978-0-9992573-9-5